# عالم خيالي

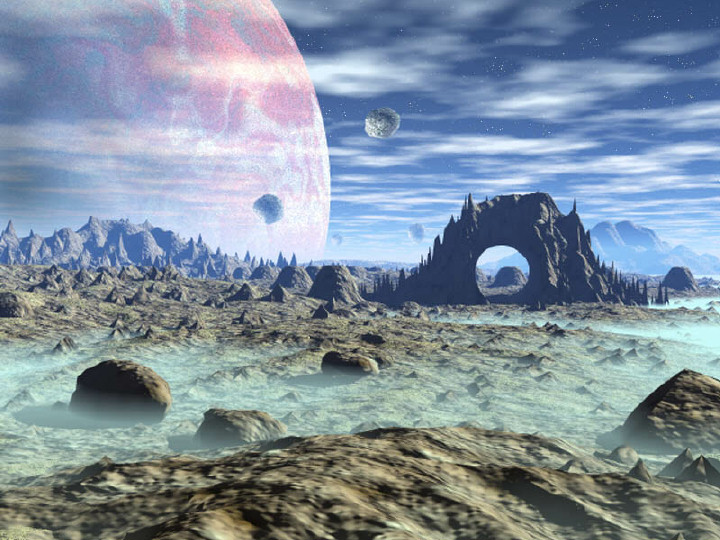
صورة توضيحية مرسومة رقميّا

العالم الخيالي موقع أو مكان أو وحدة حدث متنوع في واقع موضوعي، يتراوح بين الإيقاف الإرادي لعدم تصديق كون خيالي والواقع المتفق عليه المبني اجتماعياً للمخلية الجمعية، إلى العوالم البديلة التي تنتج عن معلومات مخالفة للحقيقية عن عمد، أو فرضيات خيالية، والكون الذاتي للحالات البديلة من الوعي، الهوس، أو الأحلام.
كانت العوالم الخيالية موضوعاً للافتراضات الفلسفية والكوزمولوجية منذ زمن طويل.

## المواقع
لا تحتاج العوالم الخيالية إلى عكس أو محاكاة العالم الطبيعي، وغالباً ما تنتهك فيها قواعد المنطق والفيزياء والمعقولية، أو تقع موقع التجاهل.
- ميثولوجيا اصطناعية
- عالم فانتازي
- قائمة العوالم الفانتازية
- أماكن ميثولوجية
- جزيرة الشبح
- كواكب في الخيال العلمي
- عالم افتراضي
- عالم الأحلام

## الأماكن
مقالة رئيسية: فهرس الأمكنة الخيالية
تُعرف الأمكنة الخيالية بشكل أفضل من الخرافة والخيال، حيث يشكل الخيال المُخلق لغرض جزءاً من كون خيالي، ويوفر خلفية القصة وموقعها. في هذا السياق يمكن أن يكون العالم الخيالي مُنشأ لغرض محدد (عالم مبني)، أو مُخلقاً لغرض المتعة الشخصية (جيوفكشن)، وقد يتولد تلقائياً من خلال السرد.
- دولة خيالية
- كون خيالي (يمكن أن يسمى «كون خيال علمي» أو «نطاق خيالي»)
- قائمة المدن الخيالية
- قائمة الدول الخيالية
- قائمة الأكوان الخيالية
- قائمة الولايات الأمريكية الخيالية
- روريتانيا

khialy.com

## الأحداث أو السيناريوهات
قد يستحضر التأمل والخيال أحداثاً لم تحدث، ولم يكن لها أن تحدث، ولا يمكن أن تحدث؛ تعتبر هذه الأحداث قابلة الحدوث في عالم خيالي.
- تاريخ بديل
- مستقبل بديل
- تاريخ مستقبلي
- تاريخ سري
- قائمة الخطط الزمنية الخيالية
- تاريخ مناقض للفعلي